# Татарбунар
Татарбунар (на украински: Татарбунари) е град в Южна Украйна, Белгородднестровски район на Одеска област.
Населението му е около 10 740 души. Разположен е в южната част на Бесарабия, в историческата област Буджак.

## История
За основаването на Татарбунар съществуват различни версии. Йохан Тунман през XVIII век отъждествява Татарбунар с резиденцията на куманските князе Карабуна. В 1657 година Евлия Челеби описва Татарбунар като неголяма, четириъгълна крепост, възстановена от мютесарифа на Очаковския еялет Кенан паша през 1636-1637 година. Според него преди построяването на крепостта на това място са се простирали блата, от които молдовски и татарски разбойници са нападали преминаващите кервани.
Според Букурещкия договор от 1812 година Буджакът е присъединен към Русия, в чиито граници остава до 1918 година. През 1918 година Татарбунар за кратко е в състава на самопровъзгласилата се Молдовска демократична републкика, която през същата година е присъединена към Румъния. През 1924 година е център на просъветското Татарбунарско въстание.
През 1940-1941 и след 1944 година Татарбунар е в състава на СССР, а от 1991 година – на независима Украйна.